# グランドプラザ

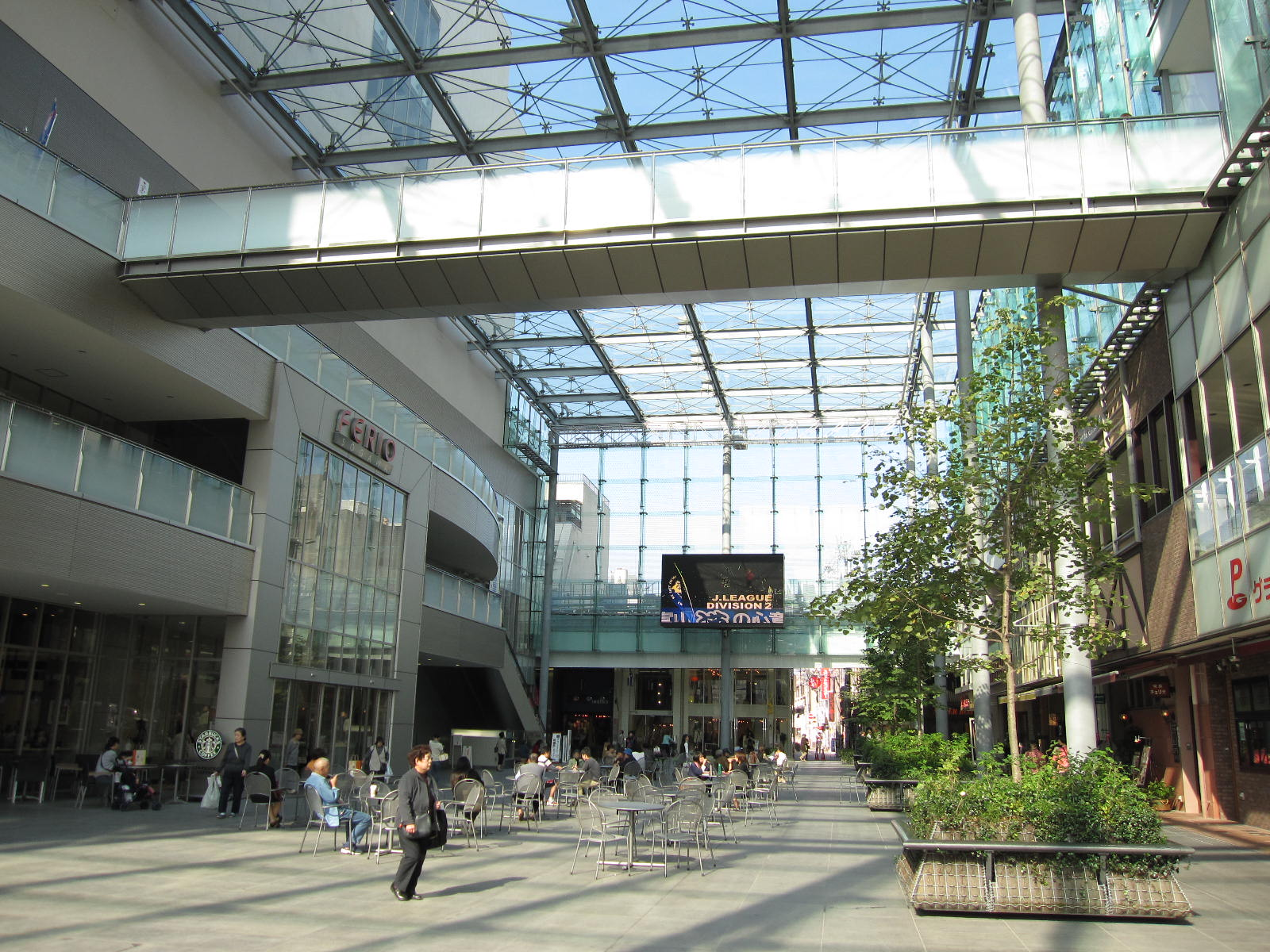
グランドプラザ（左側の建物が総曲輪フェリオ、右が総曲輪CUBY）

グランドプラザ（GRAND PLAZA）は、富山県富山市総曲輪に所在する全天候型野外広場（アトリウム）である。指定管理者は、株式会社富山市民プラザである。

## 概要
富山市が中心市街地へ賑わいを取り戻すための集客施設として約15.2億円をかけて建設し、市民らに運営を委ねている公設民営方式の全天候型野外広場である。2007年（平成19年）9月17日にオープンした。
当施設の両脇にある総曲輪フェリオ（富山大和（大和富山店））とグランドパーキングなどの入る総曲輪CUBY（キュービィ）の間に通路を兼ねたスペース約1,489m2に、両脇のビルの間の天井と、側面を全面ガラス張りにしたものである。設計は日本設計が手掛けた。
そのため当施設の規模は総曲輪通り商店街から平和通りまでの間の長さ65m、幅21m、天井までの高さ19mという細長くて天井が高めとなっているほか、総曲輪通り商店街と平和通りからの入り口部分は高さ5m部分まで当施設の横幅全体が解放されたアーケード商店街の様な構造とし、側面のガラスは風は抜けるが、雨や雪が入らぬよう、少しずつ隙間を空けつつ重ねる方式をとっている。またガラス天井の上下を挟む形で両脇の施設を繋ぐ空中通路が2本、地下には富山大和に直接出入りできる駐輪場があり、平和通り側に駐輪場用のエレベーターが設けられている。
広場には、移動可能な落葉樹のモバイルグリーンを設置、普段は椅子とテーブルが置かれ自由にくつろげるほか、下が倉庫になっているせり上がり式の舞台や277インチの大型ビジョンなどが設置され、ダンスライブやコンサートなど舞台を生かしたイベントから、ビール祭り、ワインフェスタなどの飲食関連のイベント、輸入車ショーやボクシングの試合、韓国やハワイなど海外の地域紹介イベントなど、そして2008年（平成20年）12月から毎年冬に行われている特殊な樹脂パネルを敷き詰めて造るスケートリンクなど幅広いイベントに用いられている。
人通りが少ない平日は移動販売車などが入って買い物客らがくつろぐフリースペース的に用いられたり、七夕飾りやクリスマスイルミネーション春らしい季節感を演出する巨大カーテンの設置など季節を彩る展示も行われている。
細長くて広さもあるためエコリンク開催中にクリスマス・フェスタが行われるなど複数のイベントが並行して開催されることもある。
アーケード商店街と同様の構造の野外広場だが、屋内の様に見えるため冬場のイベントで一部の客から苦情が生じたケースもあり、イベントの主催者が暖房器具などを用意する例も見られる。また夏場には太陽光がガラス屋根を抜け広場に差し込み高温になるため、2012年（平成24年）7月にミストといわれる水を細かな霧状に噴出し気化熱を利用して冷却する装置を広場両側の道路面に設置した。これにより噴出口付近の気温が下がることが期待されている。　
2008年（平成20年）8月16日の集中豪雨の際には当施設内のマンホールから水が溢れ出し、総曲輪フェリオに向かって緩やかな下りになった当施設の構造から総曲輪フェリオの1階と地下に水が流れ込んで地下フロアが営業休止になる問題が生じた。
2012年（平成24年）10月9日には、「スケートリンクやコンサート会場になるなど変幻自在で、市民のつながりを形にした施設」と、さまざまなイベントに対応できるよう工夫され、特徴の1つである大きなガラス屋根の広場として、オープン以来街中の賑わいを創り出した点が評価され、公共建築賞（生活施設部門）を受賞した。

## 受賞歴
- 日本建築家協会優秀建築選2008 入選[21]
- 平成20年度 土地活用モデル大賞 理事長賞
- 第18回 AACA賞 奨励賞
- 第39回 富山県建築賞 入賞
- 第7回 環境設備デザイン賞 最優秀賞
- 平成21年度 都市景観大賞 「美しいまちなみ賞」特別賞
- 第7回 日本都市計画家協会賞 まちづくり奨励賞
- 第3回 キッズデザイン賞 コミュニケーションデザイン部門
- 平成21年度 「うるおい環境とやま賞」 風の賞
- 第13回 公共建築賞 生活施設部門
- 土木学会デザイン賞 2017 奨励賞